# Liste des maîtresses et amants des souverains suédois

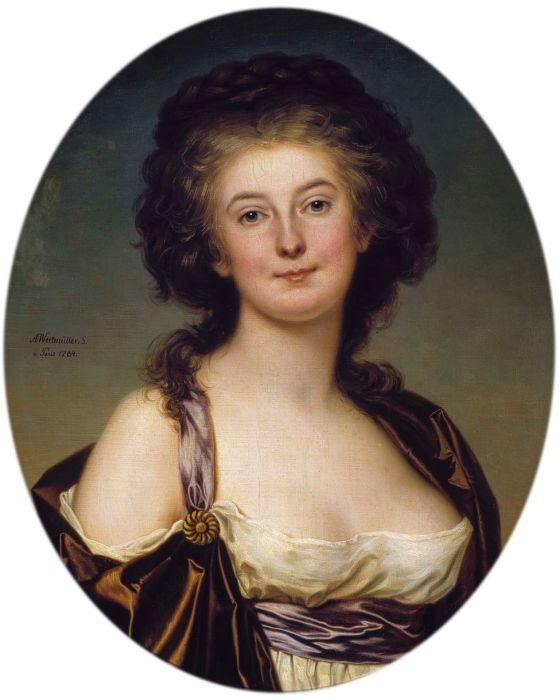
Charlotte Eckerman (1784) peinte par Adolf Ulrik Wertmüller.

Cette liste présente les maîtresses des souverains de Suède. 

## Karl Knutsson(1408-1470)
- Christine Abrahamsdotter (1432-1495) liaison avant leur mariage en 1470

## Eric XIV de Suède(1533-1577)
- Agda Persdotter, mère de Margareta Eriksdotter (1558-1618), de Virginia Eriksdotter (1559-1633), de Constantia Eriksdotter (1560-1649) et de Lucretia Eriksdotter (1564-1574)
- Karin Jacobsdotter
- Karin Månsdotter (1550-1612), liaison avant leur mariage en 1568, mère de Gustave de Suède

## Jean III de Suède(1537-1592)
- Karin Hansdotter (1539-1596), mère de Sophie Gyllenhielm (1556/59-1583), d'Auguste Gyllenhielm (1557-1560), de Jules Gyllenhielm (1560-1581) et de Lucrèce Gyllenhielm (1561-1585)

## Charles IX de Suède(1550-1611)
- Karin Nilsdotter, mère de Carl Carlsson Gyllenhielm (1574-1650)

## Gustave II Adolphe de Suède(1594-1632)
- Ebba Brahe (1596-1674), liaison de 1611 à 1617
- Margareta Slots (?-1669), mère de Gustave de Vasaborg (1616-1653)

## Christine de Suède(1626-1689)
- Magnus Gabriel De la Gardie (1622-1686), favori de 1644 à 1653
- Ebba Sparre (1629-1662), favorite de 1644 à 1654
- Decio Azzolino (1623-1689), favori de 1659 à 1689

## Charles X Gustave de Suède(1622-1660)
- Märta Allertz (1628-1677), liaison de 1646 à 1660, mère de Gustave Carlson (1647-1708)

## Frédéric Ier de Suède(1676-1751)
- Hedwige Taube (1714-1744), liaison de 1731 à 1744, mère de Frederick William von Hessenstein (1735-1808)
- Catharina Ebba Horn (1720-1781), liaison de 1745 à 1748

## Adolphe-Frédéric de Suède(1710-1771)
- Marguerite Morel (1737-1804), liaison de 1760 à 1766
- Ulla von Liewen (1747-1775), liaison de 1766 à 1770, mère de Lolotte Forssberg (1766-1840)

## Gustav IV Adolphe de Suède(1778-1837)
- Maria Schlegel, liaison après 1812

## Charles XIII de Suède(1748-1818)
- Augusta Löwenhielm (1754-1846), liaison de 1771 à 1777, mère de Carl Löwenhielm (1772-1861)
- Charlotte Slottsberg (1760-1800), liaison de 1777 à 1797

- Charlotte Eckerman (1759-1790), liaison de 1779 à 1781
- Françoise-Éléonore Villain (1761-1783), liaison de 1781 à 1783
- Mariana Koskull (1785-1841), liaison de 1809 à 1818

## Charles XIV Jean de Suède(1763-1844)
- Mariana Koskull (1781-1841),  liaison de 1811 à 1823

## Oscar Ier de Suède(1799-1859)
- Jaquette Löwenhielm (1797-1839), liaison de 1819 à 1827, mère d'Oscaria Löwenhielm (1819-1880)
- Emilie Högquist (1812-1846), liaison de 1836 à 1846, mère d'Hjalmar Högquist (1839-1874) et de Max Högquist (1840-1872)

## Charles XV de Suède(1826-1872)
- Sigrid Sparre (1825-1910), liaison de 1844 à 1850
- Laura Bergnéhr (?-1852), liaison de 1850 à 1852
- Josephine Sparre (1829-1892), liaison de 1852 à 1860
- Hanna Styrell (1842-1904), liaison de 1860 à 1872
- Wilhelmine Schröder (1839-1924), liaison de 1866 à 1872
- Elise Hwasser (1831-1894)

## Oscar II de Suède(1829-1907)
- Emma Hammarström (1849-1910), mère d'Anna Hofman-Uddgren (1868-1947)
- Marie Friberg (1852-1934), mère de Knut August Ekstam (1878-?) et de Nils Teodor Ekstam (1889-1954)
- Paulina Mathilda Esping (1858-1878), mère d'Elin Esping Smitz (1878-1960)
- Elisabeth Kreüger Stephens (1858-1911), mère de Florence Stephens (1881-1979)

## Charles XVI Gustave de Suède(1946-)
- Camilla Henemark (1964-), liaison [1] à la fin des années 1990